# Journal of Science of Hiroshima University
Journal of Science of Hiroshima University (abreviado J. Sci. Hiroshima Univ., Ser. B., Div. 2, Bot.) es una revista con ilustraciones y descripciones botánicas que es editada en Hiroshima desde el año 1930/33 hasta ahora.